# 미국국립전파천문대

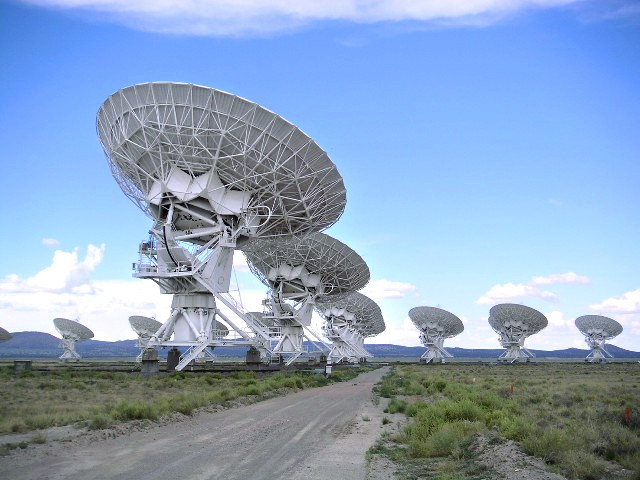

미국국립전파천문대(美國國立電波天文臺, National Radio Astronomy Observatory, NRAO) 또는 미국전파천문대(美國電波天文臺)는 미국 뉴멕시코주의 소코로, 애리조나주의 키트피크, 웨스트버지니아주의 그린뱅크에 있는 전파망원경을 운영하는 천문대이다. 미국과 주변 국가의 과학자들이 이 망원경을 사용하고 있다. 미국전파천문대에서는 세계에서 가장 강력한 베리라지어레이 전파망원경을 소코로 부근에서 작동시키고 있다. 이 기구는 커다란 접시형 금속반사경 27개로 이루어져 있으며 지름이 각각 25cm로서 우주에서 오는 전파를 모은다. 키트피크에 있는 망원경은 초단파를 모으도록 설계된 12m의 반사경을 가지고 있으며 그린뱅크에는 지름 43m의 전파망원경이 작동되고 있다.